# Les Années de pierre
Pour plus de détails, voir Fiche technique et Distribution.
Les Années de pierre (Πέτρινα χρόνια, Pétrina Chronia) est un film grec réalisé par Pantelís Voúlgaris et sorti en 1985.

## Synopsis
En 1954, en Thessalie deux jeunes gens, Eleni, 18 ans, et Babis, 22 ans, entament une histoire d'amour. En parallèle, ils impriment et distribuent des tracts pour le parti communiste, interdit depuis des années. Eleni est d'une famille de tradition communiste : son père et ses frères ont été tués soit pendant la seconde Guerre mondiale par les nazis ou les collaborateurs soit pendant la guerre civile. Ses deux sœurs sont parties en exil dans les pays du bloc communiste.
Un informateur dénonce le couple. Babis est arrêté mais Eleni réussit à s'enfuir, avec la complicité d'un cousin, policier qui la reconnaît dans le train mais ne l'arrête pas. Elle passe les douze années suivantes dans la clandestinité à Athènes, le plus souvent à imprimer des tracts. Elle ne réussit à voir sa mère qu'une fois en douze ans, tout comme Babis, lorsqu'elle prend le ferry qui le transfère d'une prison en Crète à une prison sur Égine.
Babis est libéré en 1966, à la faveur d'une période un peu plus libérale. Les deux amants se retrouvent et passent quelques mois ensemble, à participer aux grandes manifestations politiques de l'époque. Eleni est arrêtée à son tour (elle est toujours recherchée). Lors de son procès, elle est présentée comme une dangereuse terroriste ennemie de l'État. Elle est condamnée à une très lourde peine. Elle se rend alors compte qu'elle est enceinte et accouche en prison. Babis est arrêté dès les premiers jours de la dictature des colonels. Dans les prisons, les gardiens accueillent les prisonniers comme de vieux amis enfin de retour. Babis est enfermé dans la même prison qu'Eleni et son fils. Il peut parfois les apercevoir à travers la cour centrale. Babis et Eleni communiquent avec des reflets du soleil sur des bouts de miroir brisés. La dictature, au nom des valeurs de la famille, autorise/oblige Babis et Eleni à se marier, toujours en prison. Comme aucune personne extérieure n'est autorisée à leur rendre visite, c'est leur bébé qui sert de témoin (il est censé placer une couronne alternativement au-dessus de la tête de chaque marié). Ils sont séparés immédiatement après la cérémonie.
Au retour de la démocratie, ils sont libérés et s'installent ensemble. Eleni se rend compte que ce couple d'étrangers n'a rien à se dire.

## Fiche technique
- Titre : Les Années de pierre
- Titre original : Πέτρινα χρόνια (Pétrina Chronia)
- Réalisation : Pantelís Voúlgaris
- Scénario : Pantelís Voúlgaris à partir d'une histoire vraie
- Production : Nikos Doukas
- Société de production : Centre du cinéma grec, ERT
- Directeur de la photographie : Yórgos Arvanítis
- Montage : Andreas Andreadakis
- Direction artistique : Julia Stavridou
- Costumes : Julia Stavridou
- Musique : Stamatis Spanoudakis
- Pays d'origine : Grèce
- Genre : drame historique
- Format  : 35 mm
- Durée : 135 minutes
- Date de sortie : 1985

## Distribution
- Themis Bazaka : Eleni
- Maria Martika : mère d'Eleni
- Dimitris Katalifos : Babis
- Irene Iglessi : Cleo
- Ilias Katevas : Michael
- Nikos Birbilis : policier
- Thanos Grammenos

## Récompenses
- Festival de Thessalonique 1985 : Grand Prix, meilleur réalisateur et meilleure actrice
- Mostra de Valence du cinéma méditerranéen (1985) : meilleure actrice et meilleure musique
- Mostra de Venise 1985 : nomination spéciale pour la Coupe Volpi pour la meilleure interprétation féminine

## Analyse
L'idéologie d'Eleni et Babis n'est pas développée ni clairement explicitée. Ils n'interviennent pas dans les grands débats de l'époque sur le stalinisme ou le goulag. Finalement, leur engagement semble plus lié à leur histoire familiale, puis aux circonstances qu'à une véritable foi communiste.
Le film est, selon Dan Georgakas en 2006, assez manichéen. Lors de son procès, Eleni est présentée par le pouvoir comme une dangereuse terroriste, mais rien de ce que le film a montré d'elle avant ne le justifie. Les informateurs sont décrits comme des personnes viles. La population dans son ensemble est décrite comme veule, ne protestant pas lors des arrestations. En même temps, aucune raison n'est donnée au soutien que la population apportait aux régimes en place.

## Bande originale
La musique de Stamatis Spanoudakis reçut de nombreux prix et est restée célèbre en Grèce.